# Остров Попова (США)
Остров Попова (англ. Popof Island, алеут. Siitikdax̂) — один из островов Шумагинской группы к югу от полуострова Аляска. Входит в состав штата Аляска, США. Впервые официально отметил на карте российский гидрограф Михаил Дмитриевич Тебеньков в 1852 году . Назван по фамилии купца Василия Попова.

## География
Площадь острова 93,651 км². Пиковое возвышение — 472 метра.

## Население
Население острова по переписи 2000 года составило 952 человека, всё оно сосредоточено в единственном населённом пункте — городке Санд-Пойнт.